# Лоскос Берналь, Франсиско
Франсиско Лоскос Берналь (исп. Francisco Loscos Bernal, 1823—1886) — испанский ботаник.

## Биография
Франсиско Лоскос Берналь учился в Альканьисе, затем поступил в Мадридский университет. В 1845 году окончил университет со специальностью фармацевта. Работал аптекарем в Чипране, Каласейте и Пеньярройе-де-Таставинс. В 1853 году Лоскос переехал в Кастельсерас. Вместе со своим другом, ботаником Хосе Пардо Састроном (1822—1909), Лоскос Берналь путешествовал по Арагону и собирал обращцы растений для создания гербария. В 1863 году Лоскосом и Генрихом Вилькомом была издана книга Series inconfecta plantarum indigenarum Aragoniae, в 1867 году переведённая на испанский. В 1868 году Лоскос представил один из своих гербариев на Арагонской выставке, за что был удостоен золотой медали. Лоскос подарил этот гербарий, впоследствии названный Гербарием Лоскоса, а затем переименованный в Гербарий Арагона, Мадридскому университету. Другой гербарий был передан Теруэльскому институту. Ещё один гербарий, собранный Лоскосом, остался в Кастельсерасе, но был утерян незадолго до гражданской войны в Испании. Франсиско Лоскос скончался 20 ноября 1886 года в Кастельсерасе.

## Некоторые виды растений, названные в честь Ф. Лоскоса
- Centaurea loscosii Willk., 1885
- Ferula loscosii Willk., 1882
- Hieracium loscosianum Scheele, 1864
- Orobanche loscosii Carlón, M.Laínz, Moreno Mor. & Ó.Sánchez, 2011
- Thymus loscosii Willk., 1868